# 変なおじさん
変なおじさん（へんなおじさん）は、日本のコメディアンである志村けんが演じたギャグキャラクター。
バカ殿と並び、志村を代表するキャラクターの一つとして認知されている。フジテレビで放送されたバラエティ番組『志村けんのだいじょうぶだぁ』第1回目の放送で初登場。

## キャラクターの特徴

### 見た目
顔はオタマジャクシ模様のホクロなどやシミが数箇所あり、髭は青々としており頭の上部分が禿げ上がっている。初期は衣装が固定されておらず、スーツ姿など普通の服装であったが、後にラクダシャツ・ももひき・腹巻という格好に固定される。更にいつの頃からか、変なおじさんのイラストが全身に描かれた肌色のラクダシャツやももひき（現在では上下ピンク色で腹巻のみ紫色）を着るようになり、更に1990年代末期頃よりコント本編であってもメガネをかけるようになった。 

### 基本的なパターン
コントの基本的なパターンは以下の通り。キャラクターやセリフの違いはあるが、「『変なおじさん』が突如出現して女性にちょっかいを出し、バレたら場違いな行動で場をかき乱し、あげくにオチの決めセリフ一言で皆をズッコケさせる」という構成がこのコントの基本である。
1. 何気ない日常風景や、全くそれと感じさせないシチュエーション（毎回異なる）から始まり、美女が一人きり（特にだいじょうぶだぁではいしのようこ）、もしくは美女数人になるとどこからともなく志村が演じる変なおじさんが変装（女子校の教室の場合は教師に、病院もしくはその病室の場合は医者もしくは看護師）や物に隠れて[注 1]現れ、美女にスケベなちょっかいを出すのだが、要領が悪いので手の内がばれ、美女にすぐ見つかって悲鳴を上げられてしまう。
2. 女性たちの悲鳴を聞いた田代まさし→肥後克広（ダチョウ倶楽部）・東貴博（Take2）演じる第三者（主にマンションの隣人や警察官など）[注 2]　や周辺の住民らが駆けつけ、第三者が「どうしましたか？」と尋ねると、ちょっかいを出された美女が「このおじさん変なんです!!」と訴える。複数いれば声を揃えて訴える。
3. 第三者がおじさんに「なんだ君は!?」と問い詰めると、居直った変なおじさんは「なんだチミ(君)はってか!? え!? なんだチミはってか！[注 3]そうです、私が変なおじさんです」と名乗り、いきなり「変なお～じさん、だか～ら変なお～じさん♪」と、「ハイサイおじさん」の歌い出し部分の替え歌を歌いながら奇妙な踊りをして誤魔化しだす（一時期、「変なお～じさん、だか～ら変なお～じさん♪」と歌いながら踊った直後、北原謙二の「若いふたり」の歌い出し部分を歌いながら踊るパターンもしばし見られた）。
4. 第三者が田代だった時代は変なおじさんは問い詰められた後に「ナナナナナナナナナ〜♪！」と言って、第三者の田代の手を触られすが直ぐに離してから居直っていた。
5. 過去に第三者の田代から「変なおじさんだね？」と先に名前を言われるパターンが数回あり、変なおじさんが「なんだ君は!?を言ってくれよ」と言うのが定番だった。
6. 周囲は唖然となるも、次第に冷静さを取り戻し咳払い等をする。一通り踊っても誤魔化しきれないと察した変なおじさんが画面に向かって「だっふんだ!!」というセリフを発し、ガラスが割れるSE（効果音）とともに全員が踊り、後期になってくると全員がズッコケ倒れてオチがつく。失敗していしのに「だっふんだ」と言われた時には軽いガラスが割れるSEで変なおじさんが萎れてオチがつくパターンもあった。

志村自身が別の役を演じている途中で変なおじさんに役を変えたり、変なおじさんと別の役が左右半分で登場するパターン、果ては旅館の主人としていいよなおじさんが出現し、その後に変なおじさんが現れるということもあった。
『志村けんのバカ殿様』では、一度だけ志村が変なおじさんとバカ殿の一人二役を演じ、映像合成技術を使って2人が鉢合わせする場面が実現した。

### 小ネタ
コントの内容などによっては、以下のような小ネタが加わることがある。
- 志村が「なんだチミはってか!?」と問われた後、志村が田代の手をつかみ「なななななな」と言い、次に田代が「ばっ」と言った時に手を離す、という行為を数回繰り返すことがあり、最後は志村が田代の腕をつねる場合もあった[注 6]。
- 刑事ドラマのパターンでは田代が警視庁のボス役として最初から立ち会っている関係上、志村がちょっかいを出しても女性たちの悲鳴が無い。そしてちょっかいを出されて不快感を示した刑事役の女性レギュラーが田代に「ボス、何なんでしょうね？この変なおじさんは…」と冷静に訴えた後、暫く経ってから田代が志村に「オイ！」と声をかけてはいつものように「なんだ君は!?」と問い詰めた。
- 時代劇のパターンでは女性レギュラーが田代に「このおじさん変なんです!!」と訴えると田代は「なんじゃその方は!?」と問い詰める。志村は「なんだその方はってか!?え!?」と聞き返した。
- 末期には志村が「だっふんだ!!」と言ったのち、寄り目にし、頬を膨らませ、唇を尖らせるというおとぼけ顔（変顔）を作ることもあった。
- 中には失敗して終わるパターンも何回もある。

回によっては、上記の基本的なパターンが無いバージョンもある。

### 変なおばさん
研ナオコ演じる「変なおばさん」が共に登場することもあり、倍賞千恵子も一度だけ変なおばさんとして志村と共演した。他にも、渡辺直美が『志村けんのバカ殿様』（2019年（平成31年）1月8日放送分）で変なおじさんを演じた事もある｡
- 「変なおばさん」が初登場した回では、ディスコを舞台に田代や桑野信義、女性レギュラーたちが男女混合で踊った後に、志村と研が後ろ向きでおかしなダンスを踊る。このため前述の刑事ドラマのパターン同様に女性たちの悲鳴は無い。そして田代と桑野、女性レギュラー達が不快感を示しながら志村と研に詰め寄り、田代が英語で「What are You?」と問い詰めると志村も「What are You…って、なんだチミはってか!?」と言い返した。
- 「変なおばさん」と一緒に登場する時は田代も被害者側に回る。志村は通常通り女性に、研は田代にそれぞれちょっかいを出しては結果的に女性や田代は悲鳴をあげながら桑野演じる第三者（旅館のスタッフなど）のもとに駆けつける。桑野が「どうしましたか?」と尋ねると、女性レギュラーはいつものように「このおじさん変なんです!!」と訴えた後、田代も「このおばさん変なんです!!」と訴える。このあと、桑野が志村や研に対して「なんだ君たちは!?」と問い詰めると、いつものように居直った志村が「なんだチミ（君）達はってか!? そうです、私が変なおじさんです」と名乗り、続いて研も「そうです、私が変なおばさんです」と名乗る。

### その他のキャラクター
『だいじょうぶだぁ』終了からしばらくし、志村の深夜番組『変なおじさんTV』で優香が変なおじさんの娘として登場し、変なおじさんとその娘が商売をしているおでんの屋台でゲストを招く、という設定でトークを行っていた（娘の服装は志村版を黄色くしたもの）。変なおじさんは全く登場しない時期もあったが『変なおじさんTV』開始以降再び登場するようになり、『志村けんのバカ殿様』などの特番でも頻繁に見られるようになった。
『ドリフ大爆笑』では、変なおじさんの弟と加藤茶演じる甥っ子が出てきた事がある。

## 逸話
1998年（平成10年）刊行の志村の自伝的エッセイの単行本タイトルにも用いられた。同著でも志村は「変なおじさんは自分の分身であり、願望である」と語っており、「バカ殿」や「ひとみ婆さん」と並んで、好きなコントキャラクターとして挙げている。また同著では、変なおじさんの踊りのメロディーは、前述の通り喜納昌吉とチャンプルーズの「ハイサイおじさん」を志村流にアレンジしたものであることが記されている。
喜納自身は志村の訃報に際して、「自分が書き下ろした『ハイサイおじさん』と彼が演じる『変なおじさん』はどこか重なる部分があった」と語っている、なお喜納は1978年2月11日に全員集合に出演している。
コントの締めで志村が言う「だっふんだ」は、落語家の桂枝雀が「ちしゃ医者」で演じる医者の咳払いが元ネタである。枝雀の関係者によると、志村は枝雀の歌舞伎座での独演会の最初の年に観客として来場していたという。
2010年（平成22年）放送の『鶴瓶の家族に乾杯』において、変なおじさんの口調（特に「だいじょぶだぁ」）は兄の奥さんの実家である福島県喜多方市の親戚の口調を真似したと述べた。変なおじさんの口調は全体に会津弁、ズーズー弁に通じるものがある。
2015年（平成27年）11月14日放送の『SWITCHインタビュー 達人達』（NHK Eテレ）で志村がPerfumeと対談した際に語ったところによると、志村の演じるキャラクターの多くが志村の「知らない人についていく」ほど徹底した人間観察によるもの（その典型が「ひとみばあさん」）であるのに対し、このキャラクターは「（志村自身の）願望」であるといい、志村は「（たまたま客に受けたので続けているキャラクターが多い中で）僕の中で『毎回やろう』と決めてやったのは変なおじさんだけ」と述べている。
2021年（令和3年）12月27日放送のスペシャルドラマ『志村けんとドリフの大爆笑物語』では、いかりや長介（演者は遠藤憲一）とその家族がテレビを楽しそうに見守る中、志村（演者は山田裕貴）が変なおじさんを演じるシーンでストーリーが締めくくられている。

## その他
志村が決める2代目変なおじさん決定戦として、変‐1グランプリが2012年10月27日『めちゃ²イケてるッ!』で放送された。
英語名は「ストレンジ・アンクル（Strange Uncle）」「変な」を表す形容詞「strange」と「叔父」を表す名詞「uncle」を合わせた直訳であるが、「Strange Uncle」をそのまま日本語に訳すと「見知らぬ叔父さん」となる。

## 主な登場作品

### テレビ番組
- 『志村けんのだいじょうぶだぁ』（フジテレビ）
- 『志村けんのバカ殿様』（フジテレビ）
- 『変なおじさんTV』（フジテレビ）
- 『FNS年末スペシャル フジテレビにしか出来ない20世紀の黄金バラエティ大全集!』（フジテレビ、2000年12月31日放送）：内村光良扮する「大嵐浩太郎」と対談
- 『志村けんだよ大集合!! コントとトーク大放出 タノシムケンSP!!』（TBS、2008年4月1日放送）
- 『バラエティーニュース キミハ・ブレイク「志村けんだよ全員集合!コントとトーク大放出」』（TBS、2009年1月27日放送）
- 『神出鬼没タケシムケン』（テレビ朝日）：東武東上線 大山駅近くの商店街のロケでは小志村として変なおじさんの子供バージョンが登場した。
- 『天才!志村どうぶつ園』（日本テレビ）
- 『めちゃ×2イケてるッ!』（フジテレビ、2012年10月27日）：「変‐1グランプリ」企画で志村が審査員として登場、終盤に変なおじさんとして登場。

※ この他、志村のメイン番組のみに留まらず、『スターどっきり㊙︎報告』の寝起きどっきりの仕掛け人や、『進め!電波少年』（日本テレビ）や『うたばん』（TBS）、『わらいのじかん』（テレビ朝日）や『人気者でいこう!』（朝日放送）にも出演したことがあった。

### その他
- CRフィーバー変なおじさん（SANKYO）
- 「ケーズデンキ」CM
- 『豆しば』CM「変なお豆さん編」（志村がアニメ出演、声も本人）

※ 2014年3月8日に味の素スタジアムで開催されたJ1リーグ第2節・FC東京対ヴァンフォーレ甲府では、志村が変なおじさんとしてゲスト出演し、スタジアムアナウンサーの本田朋子（当時フジテレビアナウンサー）に背後から抱きつき、警備員役の肥後克広（ダチョウ倶楽部）と大悟（千鳥）に問い詰められダンスを披露する様子が再現された。志村退場の際には両軍サポーターから「だいじょぶだぁ」コールが贈られている。